# Pępek świata (serial telewizyjny 2009)
Pępek świata (ang. The Middle) – amerykański serial komediowy, którego światowa premiera odbyła się 30 września 2009 r. na antenie ABC. 
3 sierpnia 2017 roku stacja ABC potwierdziła zakończenie produkcji serialu po 9 sezonach.

## Obsada

### Główna
- Patricia Heaton jako Frances „Frankie” Heck z d. Spence
- Neil Flynn jako Michael „Mike” Heck
- Charlie McDermott jako Axl Redford Heck
- Eden Sher jako Sue Sue Heck
- Atticus Shaffer jako Brick Heck

### Gościnna
- Chris Kattan jako Bob Weaver
- Frances Bay jako Aunt Edie Spence z d. Freehold
- Jeanette Miller jako Aunt Ginny Freehold
- Brock Ciarlelli jako Brad Bottig
- Blaine Saunders jako Carly
- Jen Ray jako Nancy Donahue
- Beau Wirick jako Sean Donahue
- John Gammon jako Darrin
- Julie Brown jako Paula Norwood
- John Cullum jako „Big Mike” Heck
- Norm Macdonald jako Rusty Heck
- Doris Roberts jako pani Rinsky
- Thomas F. Duffy jako Jack Meenahan
- Paul Hipp jako Timothy „Tim-Tom” Thomas
- David Chandler VII jako Derrick Glossner
- Parker Bolek jako Wade Glossner
- Gibson Bobby Sjobeck jako Glossner
- Brooke Shields jako Rita Glossner
- Andrew J. Fishman jako Zack
- Peter Breitmayer jako Pete
- Alexa Vega jako Morgan
- Brian Doyle-Murray jako Don Ehlert
- Moisés Arias jako Matt
- Katlin Mastandrea jako Ashley Wyman
- Grace Bannon jako Ruth
- Brittany Ross jako Courtney
- Natalie Lander jako Debbie
- Krista Braun jako pani Tompkins
- Galadriel Stineman jako Cassidy Finch
- Dave Foley jako dr Fulton

## Lista odcinków
| Seria | Seria | Liczba odcinków | Czas emisji                         |
| ----- | ----- | --------------- | ----------------------------------- |
|       | 1     | 24              | 30 września 2009 – 19 maja 2010     |
|       | 2     | 24              | 22 września 2010 – 25 maja 2011     |
|       | 3     | 24              | 21 września 2011 - 23 maja 2012     |
|       | 4     | 24              | 26 września 2012 - 22 maja 2013     |
|       | 5     | 24              | 25 września 2013 - 21 maja 2014     |
|       | 6     | 24              | 24 września 2014 - 13 maja 2015     |
|       | 7     | 24              | 23 września 2015 - 18 maja 2016     |
|       | 8     | 23              | 11 października 2016 - 16 maja 2017 |
|       | 9     | 24              | 3 października 2017 - 22 maja 2018  |